# Batalla de Nihawand
La batalla de Nihawand (també Nahavand, Nehavend i altres) fou un decisiu combat lliurat el 642 entre els àrabs i els sassànides. Els primers van vèncer i van començar a destruir l'Imperi Sassànida expandint-se per Pèrsia.

## Antecedents
Després de la conquesta de Khuzestan, el califa Úmar volia la pau. Encara que debilitat considerablement, la imatge de l'Imperi persa com una superpotència temible encara ressonava en la ment dels recentment poderosos àrabs, i Úmar desconfiava d'un conflicte militar innecessari amb els perses. Volia deixar la resta de Pèrsia als perses. Després de la derrota de les forces perses en la batalla de Jalula l'any 637, l'emperador Isdigerdes III va anar a Rayy i d'allí es va traslladar a Merv, on va establir la seva capital. Des de Merv, va dirigir els seus caps per dur a terme contínues incursions a Mesopotàmia per desestabilitzar el govern musulmà. En els següents quatre anys, Isdigerdes III es va sentir prou potent com per desafiar els musulmans un cop més pel tron de Mesopotàmia. L'emperador va fer una crida al seu poble per expulsar els musulmans de les seves terres. En resposta a la crida, veterans aguerrits i joves voluntaris d'arreu de Pèrsia van marxar en gran nombre per unir-se al govern imperial i s'encaminaren a Nihawand per l'última lluita titànica entre les forces del califat i la Pèrsia sassànida: 50.000 combatents perses conjuntats, comandats per Xah Mardan.
El governador de Kufa, Ammar ibn Yàssir, va tenir coneixement dels moviments perses i de concentració a Nihawand. Va informar de l'assumpte a Úmar. Si bé és cert que Úmar havia expressat el seu desig que Mesopotàmia fos la seva frontera oriental, es va sentir obligat a actuar donada la concentració de l'exèrcit persa a Nihawand. Creia que mentre Pèrsia romangués sota el domini sassànida, les forces perses continuarien atacant Mesopotàmia amb la finalitat que algun dia poguessin recuperar la regió. Hudhayfa ibn al-Yàman va ser nomenat comandant de les forces de Kufa, i se li va ordenar marxar a Nihawand. El governador de Bosrà, Abu Mussa, va marxar a Nihawand comandant les seves forces de Bosrà. An-Numan ibn Muqàrrin van marxar des de Ctesifont a Nihawand, mentre Úmar va decidir liderar l'exèrcit concentrat a Medina en persona i exercir el comandament dels musulmans en la batalla. La decisió d'Úmar de liderar l'exèrcit en persona no va ser ben rebuda pels membres del Majlis a Medina. Es va suggerir que Úmar havia de comandar la campanya de Medina, i havia de nomenar un cap militar astut per liderar els musulmans a Nihawand. Úmar designà Al-Mughira ibn Xuba com a comandant de les forces concentrades a Medina i va nomenar An-Numan ibn Muqàrrin com a comandant en cap dels musulmans a la campanya de Nihawand.

## La batalla
L'exèrcit musulmà es va concentrar primer a Tazar, i després es va traslladar a Nihawand on va derrotar les forces comandades pel propi Isdigerdes III al desembre del 641 quan els perses van quedar rodejats i agafats de revés en una vall estreta i van perdre dos terços dels seus homes. An-Numan ibn Muqàrrin va morir en acció, i segons les instruccions d'Úmar, Hudhayfa ibn al-Yàman va esdevenir el nou comandant en cap.

## Conseqüències
Després de la victòria a Nihawand, l'exèrcit musulmà capturà tot el districte de Hamadan, després d'una feble resistència dels perses. Isdigerdes III va fugir a la regió de Merv però ja no va poder aixecar un exèrcit important. El kan dels turcs li va enviar després soldats però es van acabar amotinant i matant al rei el 652.